# Maryland Gazette

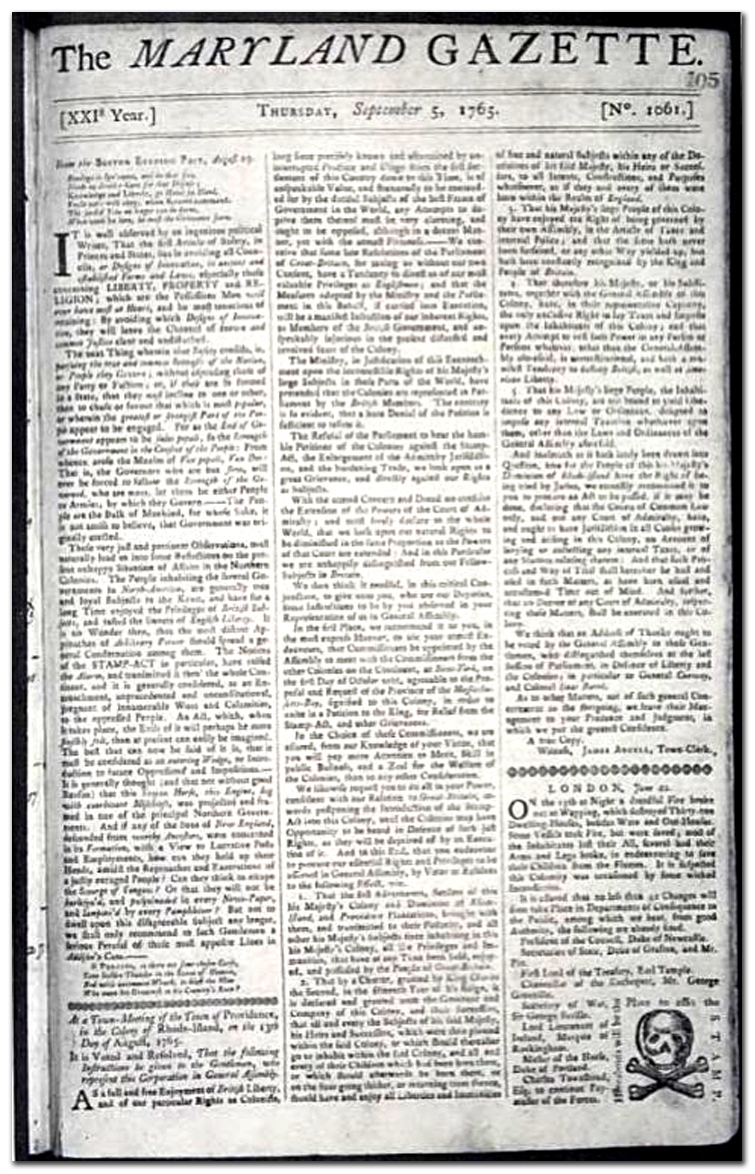
Maryland Gazette del 5 settembre 1765. Nel rettangolo contenente un teschio e due ossa incrociate indicava la posizione dove doveva essere applicato il bollo indicante il pagamento della tassa, come previsto dallo Stamp Act.

The Gazette, fondata nel 1727 come The Maryland Gazette, è uno dei più antichi quotidiani d'America. Il suo discendente odierno, The Capital, è stato acquisito dal The Baltimore Sun Media Group nel 2014. In precedenza, era di proprietà del gruppo Capital Gazette Communications, che pubblicava The Capital, Bowie Blade-News, Crofton-West County Gazette e Capital Style Magazine.
The Gazette e le sue pubblicazioni sorelle sono state redatte e stampate in diverse località, tutte nell'area di Annapolis, per oltre 270 anni. L'azienda ha trasferito la propria sede sette volte, passando da 3 Church Circle a 213 West St. nel 1948, a 2000 Capital Drive nel 1987 e a Bestgate Road nel settembre 2014.
A partire dal 2021, il giornale pubblica quotidianamente sul suo sito web e pubblica edizioni cartacee il mercoledì e la domenica.